# Мішель Сіммонс
Мішель Сіммонс (англ. Michelle Yvonne Simmons; 14 липня 1967, Лондон) — австралійська вчена-фізик британського походження, квантова вчена-фізик, фахівець з квантових обчислень, піонерка в атомній електроніці.
Член АН Австралії (2006) та Лондонського королівського товариства (2018), професор Університету Нового Південного Уельсу і директор CQC2T. англ. Australian of the Year (2018).

## Біографія
У 11-річному віці стала чемпіонкою Лондона з шахів серед дівчаток.
Закінчила Даремський університет з подвійним ступенем — з фізики і хімії, а в 1992 році там же отримала ступінь доктора філософії з фізики. В якості дослідницького фелло була постдоком в Кавендишській лабораторії кембриджського університету, де досягнуті нею наукові результати принесли їй міжнародне визнання; вона працювала там із професором Michael Pepper. У 1999 році, отримавши стипендію королеви Єлизавети II, переїхала в Австралію. З того ж року в Університеті Нового Південного Уельсу. З 2007 року громадянка Австралії. Нині вона очолює команду з більш ніж 200 дослідників у восьми австралійських університетах. Вони створили перший одноатомний транзистор і визнаються лідирами в гонці розробки квантового комп'ютера на основі кремнію. Засновниця в 2017 році першої в Австралії компанії, що спеціалізується на квантових обчисленнях, Silicon Quantum Computing Pty Ltd.
Фелло Американської академії мистецтв і наук (2014) і Американської асоціації сприяння розвитку науки (2015).
З 2015 року — шефкиня-редакторка-засновниця npj Quantum Information[en] (першого австралійського журналу Nature).
Авторка більше 360 робіт в рецензованих журналах з індексом Хірша = 40. 27 її робіт вийшло в Physical Review Letters, вона також публікувалася в Nature, Science, Nature Materials, Nature Physics, Nature Nanotechnology.

## Нагороди та відзнаки
- Pawsey Medal[en] АН Австралії (2005)
- NSW Scientist of the Year (2012)
- Thomas Ranken Lyle Medal[en] АН Австралії (2015)
- Eureka Prize for Leadership in Science[en], CSIRO (2015)
- Feynman Prize in Nanotechnology[en] (2015)
- L'oréal-UNESCO For Women in Science Award (2017)[8]
- American Computer Museum названа піонером квантових обчислень (2017, спільно з Марком Ріттером з IBM)[7]
- Australian of the Year[en] (2018)